# Afroskoczek
Afroskoczek (Taterillus) – rodzaj ssaków z podrodziny myszoskoczków (Gerbillinae) w obrębie rodziny myszowatych (Muridae).

## Rozmieszczenie geograficzne
Rodzaj obejmuje gatunki występujące w Afryce.

## Morfologia
Długość ciała (bez ogona) 95–142 mm, długość ogona 125–188 mm, długość ucha 16–23 mm, długość tylnej stopy 28–33,5 mm; masa ciała 28–81 g.

## Systematyka
Rodzaj zdefiniował w 1910 roku angielski zoolog Oldfield Thomas w artykule zatytułowanym „Notatki o afrykańskich gryzoniach”, opublikowanym w czasopiśmie „The Annals and magazine of natural history”. Gatunkiem typowym jest (oryginalne oznaczenie) afroskoczek sawannowy (T. emini).

### Etymologia
- Taterillus: rodzaj Tatera Lataste, 1882 (gołostópka); łac. przyrostek zdrabniający -illus[8].
- Taterina: rodzaj Tatera Lataste, 1882 (gołostópka); łac. przyrostek oznaczający podobieństwo -ina[9]. Gatunek typowy (oznaczenie monotypowe): Gerbillus lorenzi Wettstein, 1916 (= Gerbillus emini O. Thomas, 1892).

### Podział systematyczny
Do rodzaju należą następujące gatunki:
| Grafika | Gatunek              | Autor i rok opisu                               | Nazwa zwyczajowa        | Podgatunki         | Rozmieszczenie geograficzne | Podstawowe wymiary                            | Status IUCN |
| ------- | -------------------- | ----------------------------------------------- | ----------------------- | ------------------ | --- | --------------------------------------------- | ----------- |
|         | Taterillus congicus  | O. Thomas, 1915                                 | afroskoczek kongijski   | gatunek monotypowy | od północnego Kamerunu na wschód do zachodniego Sudanu Południowego i północno-wschodniej Demokratycznej Republiki Konga                                                    | DC: 9,5–14,2 cm DO: 13,1–18,8 cm MC: 32–77 g  | LC          |
|         | Taterillus gracilis  | (O. Thomas, 1892)                               | afroskoczek delikatny   | gatunek monotypowy | Afryka Zachodnia od Senegalu na wschód do Nigerii i zachodnio-środkowego Czadu                                                                                              | DC: 9,6–13 cm DO: 13,5–17,6 cm MC: 45–81 g    | LC          |
|         | Taterillus arenarius | Robbins, 1974                                   | afroskoczek mauretański | gatunek monotypowy | endemit Mauretanii (sucha strefa w sahelijskim regionie; być może Mali i Niger)                                                                                             | DC: 11,3–14,2 cm DO: 14,1–15,5 cm MC: 28–66 g | LC          |
|         | Taterillus pygargus  | (F. Cuvier, 1838)                               | afroskoczek senegalski  | gatunek monotypowy | rozłączne populacje w Senegalu i południowo-zachodnim Nigrze; być może skrajnie południowa Mauretania                                                                       | DC: 10,2–13,4cm DO: 12,8–16,5 cm MC: 31–68 g  | LC          |
|         | Taterillus petteri   | Sicard, Tranier & Gautun, 1988                  | afroskoczek malijski    | gatunek monotypowy | sahelijskie sawanny w południowo-środkowym Mali, północnej Burkinie Faso i południowo-zachodnim Nigrze                                                                      | DC: 10,1–13,5 cm DO: 12,5–16,6 cm MC: 30–64 g | LC          |
|         | Taterillus emini     | (O. Thomas, 1892)                               | afroskoczek sawannowy   | gatunek monotypowy | Afryka Wschodnia i Środkowa od Sudanu, Etiopii oraz środkowej i południowej Somalii, na południe do północno-wschodniej Demokratycznej Republiki Konga i północnej Tanzanii | DC: 10,5–11 cm DO: 15–16 cm MC: brak danych   | LC          |
|         | Taterillus tranieri  | Dobigny, Granjon, Aniskin, Ba & Volobouev, 2003 | afroskoczek sahelski    | gatunek monotypowy | uprawiane i zdegradowane sawanny w południowej Mauretanii i zachodnim Mali                                                                                                  | DC: 11,1–13,4 cm DO: 15–18 cm MC: 40–54 g     | LC          |
|         | Taterillus lacustris | (O. Thomas & Wroughton, 1907)                   | afroskoczek nadbrzeżny  | gatunek monotypowy | północno-wschodnia Nigeria i północny Kamerun, na południe do jeziora Czad                                                                                                  | DC: 10,5–13,7 cm DO: 13,4–16,2 cm MC: 31–52 g | LC          |

Kategorie IUCN:  LC  – gatunek najmniejszej troski.